# Lesbia victoriae
El colibrí colilargo mayor (Lesbia victoriae), también llamado colibrí coludo morado, cometa colinegro (en Colombia), colacintillo colinegro (en Ecuador) o colibrí de cola larga negra (en Perú), es una especie de ave apodiforme de la familia Trochilidae (los colibríes) una de las dos pertenecientes al género Lesbia. Es nativo de regiones andinas del noroeste y oeste de América del Sur.

## Distribución y hábitat
Se distribuye de forma disjunta a lo largo de la cordillera de los Andes del norte de Colombia; del sur de Colombia, este de Ecuador y del norte al sureste de Perú.
Esta especie es considerada generalmente bastante común en sus hábitats naturales: los bordes de bosques y laderas de montañas, bosques de queñoa Polylepis, jardines, y páramos y sub-páramos con arbustos dispersos; en altitudes entre 2600 y 4000m.

## Descripción
Los machos tienen entre 21 y 24 cm de longitud. Cuando presenta plumaje nuevo las plumas de la cola son largas y de color negro, el resto de las plumas son verdes con un parche iridiscente en la garganta y pecho y todos dorados en el dorso. Las hembras miden entre 13,5 y 14,5 cm. Presentan una cola más corta con colores similares a los del macho, diferenciándose con una tonalidad crema en la zona ventral con puntos verdes. En conjunto pesa alrededor de 5,2 g. La subespecie Lesbia victoriae victoriae es la más grande del género, con una longitud promedio del ala de 59,9 mm.

## Comportamiento
Es un colibrí poco agresivo comúnmente desplazado por especies más territoriales como el colibrí rutilante (Colibri coruscans).

### Alimentación
De hábitos generalistas, forrajea flores de diferentes tamaños y especies, incluyendo bebederos dentro de su consumo de néctar. La mayor parte de las flores visitadas se encuentran en zonas cercanas al suelo. Por otro lado, se conoce que artrópodos voladores pequeños forman parte importante de la dieta de los colibríes y que es mayor en especies en altitudes mayores.

### Reproducción
Los machos de L. victoriae presentan un patrón de cortejo que consiste en un vuelo vertical a gran altura desde donde realizan un despliegue con su cola y caen en picado a gran velocidad, deteniéndose y produciendo un chasquido con su cola. Después del cortejo se lleva a cabo la reproducción y construcción del nido. Dentro de la construcción del nido, se conoce que en zonas urbanas tienden a utilizar fibras plásticas como parte de los materiales aislantes del nido.
Se puede encontrar al macho y a la hembra juntos cuidando de los huevos en los nidos colocados en las ramas de vegetación arbustiva. Presentan un comportamiento tímido en cercanía de potenciales amenazas, mayor en la hembra que en el macho.

## Estado de conservación
La amplia distribución de la especie, junto con el tamaño y estabilidad de las poblaciones motivan que L. victoriae haya sido evaluada como «preocupación menor» según la Unión Internacional para la Conservación de la Naturaleza (UICN). Además, su preferencia por hábitats semiabiertos evitan que las poblaciones presenten declives pronunciados en zonas urbanas, rurales y periurbanas.

## Sistemática

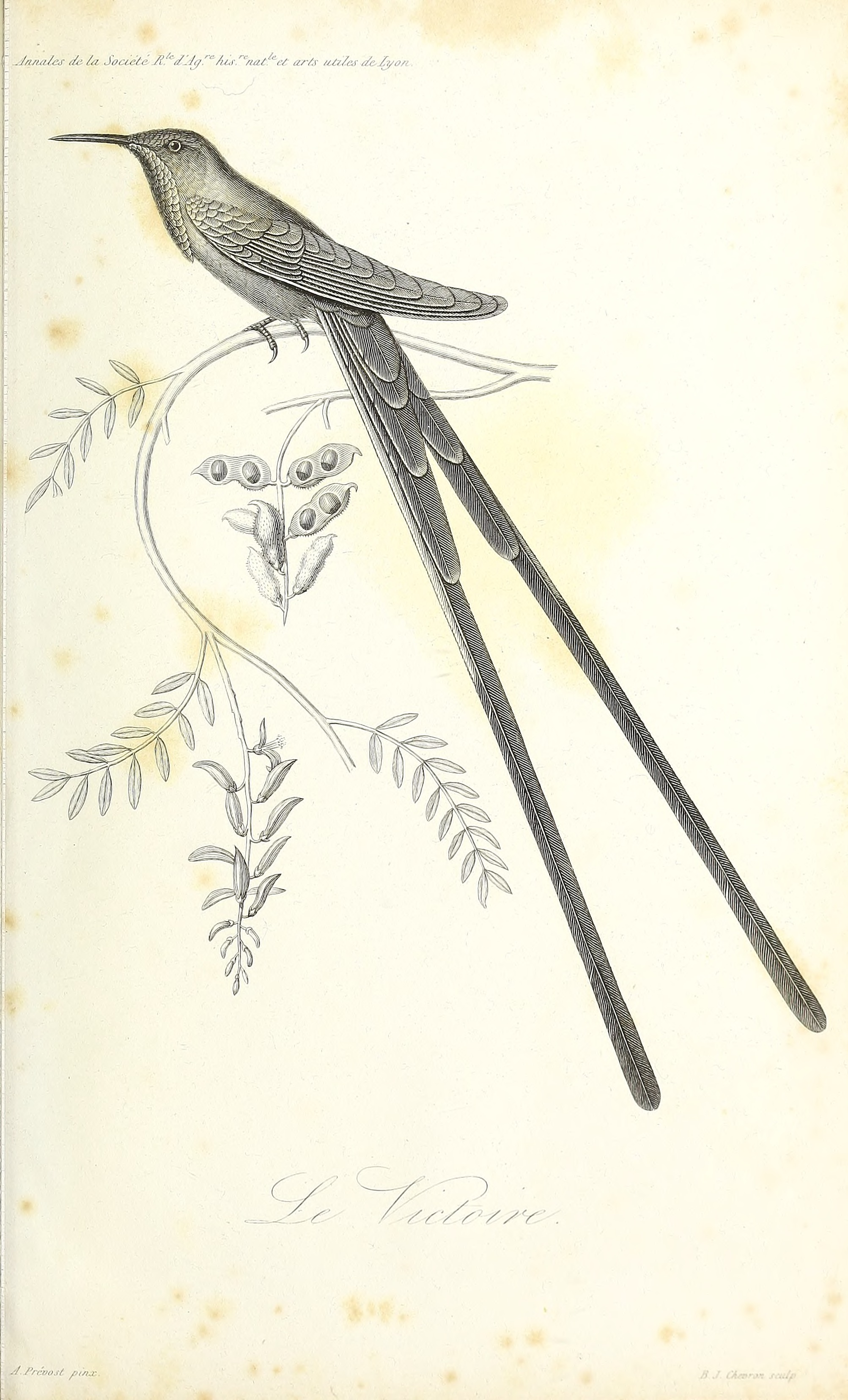
Trochilus victoriae, ilustración en Annales des Sciences Physiques et Naturelles d'Agriculture et d'Industries, 1846.

### Descripción original
La especie L. victoriae fue descrita por primera vez por los ornitólogos franceses Jules Bourcier  y Étienne Mulsant en 1846 bajo el nombre científico Trochilus victoriae; su localidad tipo es «"Nouvelle-Grenade" = Colombia».

### Etimología
El nombre genérico femenino «Lesbia» proviene del griego «lesbias» que significa ‘mujer de Lesbos’; y el nombre de la especie «victoriae», es una dedicación a Victoire Mulsant, la madre del descritor Étienne Mulsant.

### Taxonomía
Las diferencias en la exhibición y el comportamiento no sugieren que tenga un parentesco particularmente próximo con Lesbia nuna, puede ser pariente más próximo de Sappho sparganurus. La subespecie propuesta L. victoriae aequatorialis Boucard, 1893, se distingue dudosamente de la nominal, la única diferencia documentada es el largo de la cola, que ya es bastante variable en la subespecie nominal. La forma propuesta L. eucharis (Bourcier & Mulsant), 1848 (del centro de Perú) se piensa ahora ser un híbrido con L. nuna. La forma descrita L. ortoni Lawrence, 1869 probablemente sea un híbrido de la presente con Ramphomicron microrhynchum, y la forma descrita Zodalia glyceria Gould, 1858 es un híbrido de la presente con Chalcostigma herrani.

### Subespecies
Según las clasificaciones del Congreso Ornitológico Internacional (IOC) y Clements Checklist/eBird  se reconocen tres subespecies, con su correspondiente distribución geográfica:
- Lesbia victoriae victoriae (Bourcier & Mulsant), 1846 – Andes orientales del norte de Colombia (Norte de Santander hasta Bogotá) y sur de Colombia (Nariño) y Ecuador (al sur hasta Azuay).
- Lesbia victoriae juliae (Hartert), 1899 – Andes desde el sur de Ecuador (sur de Loja) hasta el centro de Perú (al sur hasta Huánuco y norte de Lima).
- Lesbia victoriae berlepschi (Hellmayr), 1915 – Andes del sureste de Perú (desde Junín hasta Cuzco).